# Арское (Ульяновская область)
Арское — село в составе городского округа Ульяновск, в Засвияжском районе Ульяновска (с 2002 года).

## История
Арская слобода основана в 1649 году, когда из города Арска (на территории современного Татарстана) было переведено 50 конных казаков, для постройки и охраны Симбирской черты.
В 1654 была построена деревянная церковь Богоявления Господня и село стало называться Богоявленское Арская слобода. Каменная Богоявленская церковь, была построена в 1770 году.
В 1708 году казаки были отправлены на Азов, а земля была передана частным лицам.
Село принадлежало Аграфене Ивановне Дурасовой. Также генерал-майор Гавриил Ильич Бибиков владел довольно крупным участком при селе, который, впоследствии он продал Анне Афанасьевне Кротковой. Кроткова основала на этой земле село Малое Арское (сейчас это село называется Кротовка).
В 1780 году село Арская слобода вошло в состав Симбирского уезда Симбирского наместничества.
В начале XIX века село Арское перешло от Дурасовой к Глафире Сергеевне Ниротморцевой. Во время отмены крепостного права села Арское и Малое Арское принадлежали Александру Андреевичу Ниротморцеву.
В 1859 году село Арская Слобода, на Московском почтовом тракте из г. Симбирска, входило во 2-й стан Симбирского уезда Симбирской губернии, имелась церковь.
Из Симбирских Епархиальных Ведомостях за 1903 год: «Храм каменный, тёплый, построен неизвестно кем и когда. Престол в нём в честь Богоявления Господня. Приписной к нему храм в с-це Баратаевке деревянный, построен в 1877 г.; престол в нём во имя Святителя и Чудотворца Николая».
В 1926 году священники из Арского были расстреляны («за антисоветскую деятельность»), а в храме Богоявления размещались то клуб, то склад, то тракторные мастерские.
В 2002 году началась реставрация храма Богоявления и строительство православного реабилитационного центра, был построен новый храм Блаженной Ксении Петербургской по проекту настоятеля прихода Алексия Кормишина.
В селе действует православный реабилитационный центр для ветеранов и инвалидов локальных войн и церковно-приходская школа. Отреставрирован храм Богоявления и построен новый храм Блаженной Ксении Петербургской.

## Население
| Год  | Число дворов | Число жителей       | Примечания          |
| ---- | ------------ | ------------------- | ------------------- |
| 1780 |              | 98 (Ревизских душ)  | Помещичьи крестьяне |
| 1859 | 73           | 239 муж. и 271 жен. |                     |
| 1903 | 114          | 167 м. и 185 ж.;    |                     |
| 2010 |              | 550                 |                     |

## Достопримечательности
- Родник, святой источник блаженной Ксении Петербургской[10].
- В 1649 году в селе Арском был построен Богоявленская церковь, он является памятником истории и культуры, а также старейшим храмом Ульяновской области.[9]
- Рядом с селом Арское находится одноимённая трасса, на которой каждый год с 1972 года проходят соревнования по автокроссу на автомобилях марки УАЗ[11].

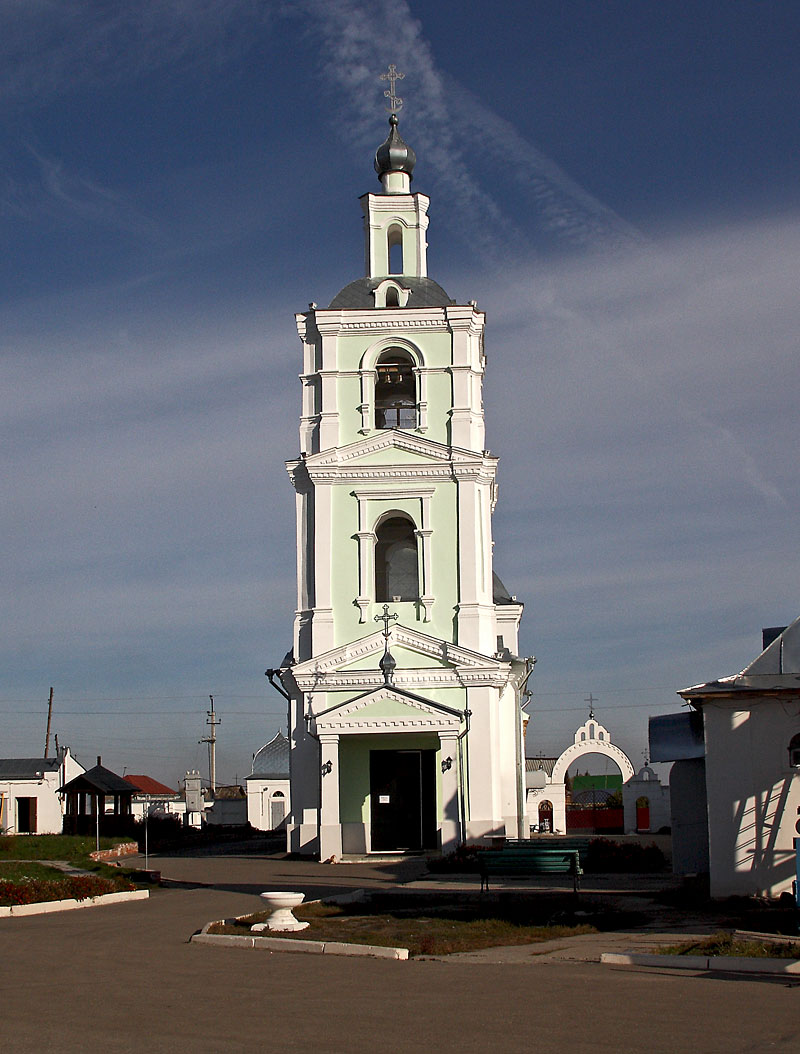
Богоявленская церковь в Арском.
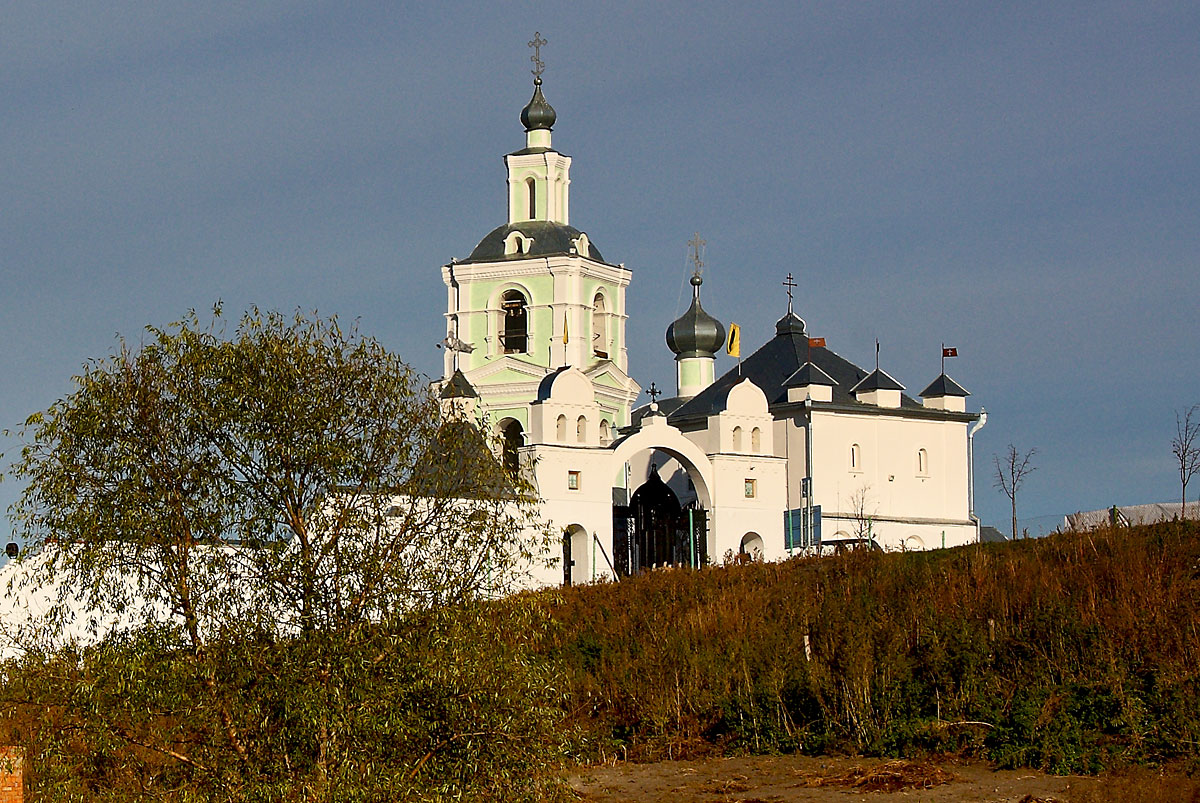
Богоявленская церковь в Арском.
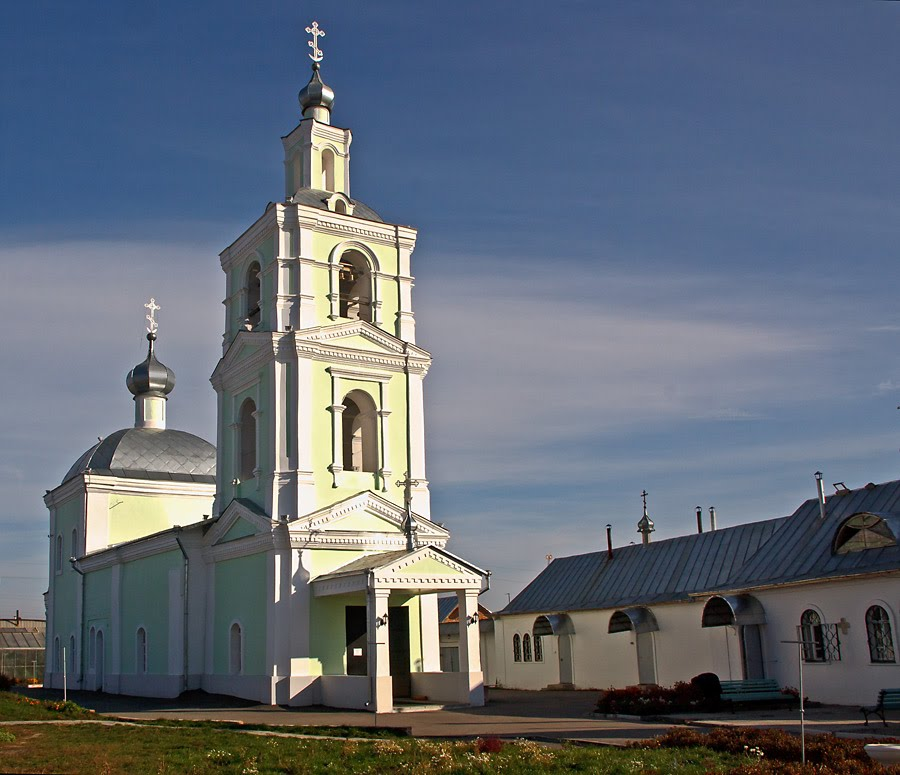
Богоявленская церковь в Арском.
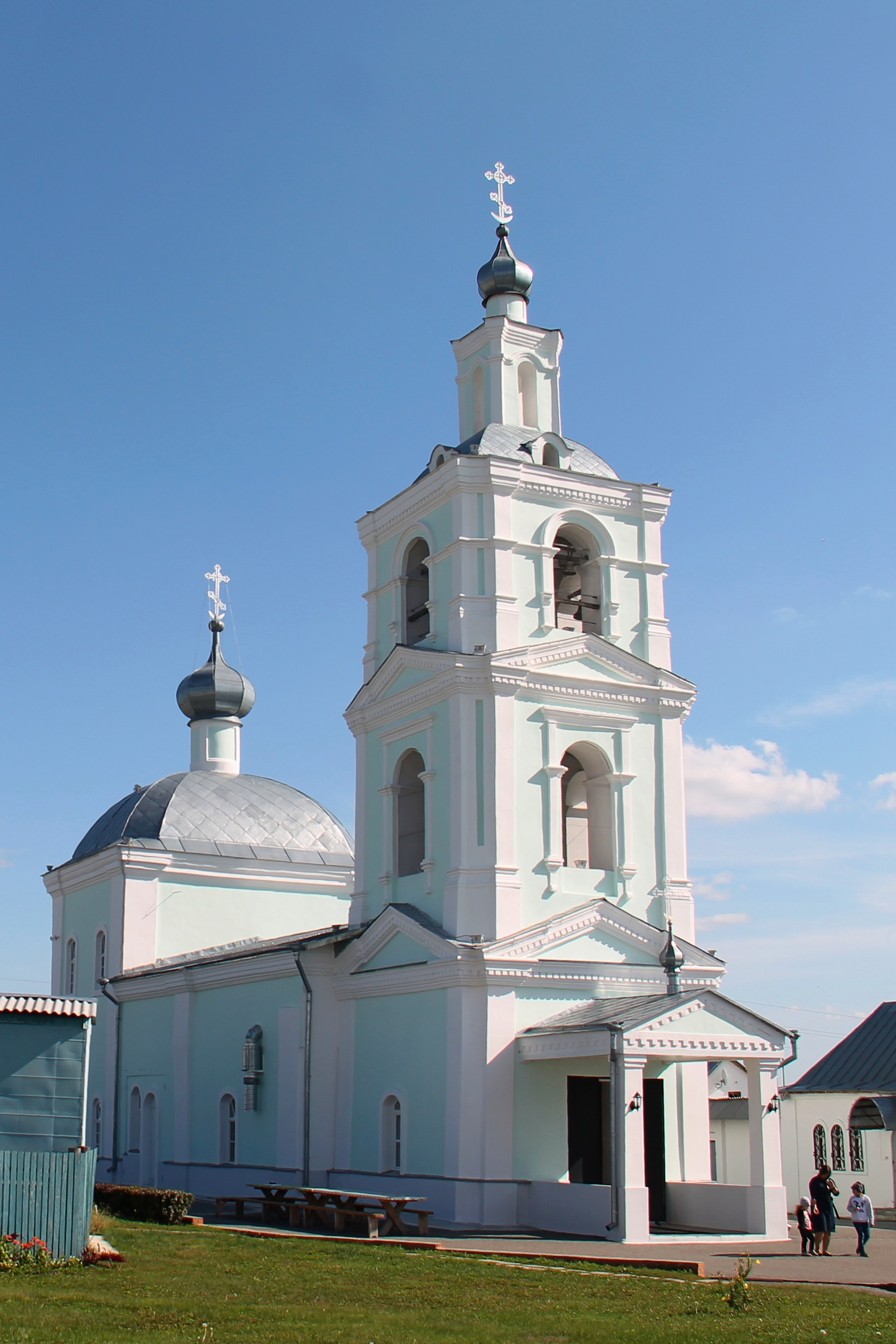
Богоявленская церковь в Арском.

## Транспорт
На расстоянии 600 метров к югу от села проходит федеральная трасса Р178.
Автобус № 66.